# Уинтатерии
Уинтатерии (лат. Uintatherium, от Uinta и др.-греч. θηρίον — зверь, буквально: зверь с гор Юинта) — род вымерших млекопитающих из отряда диноцерат. Один из самых крупных представителей отряда. Наиболее характерная черта — три пары рогоподобных выростов на крыше черепа (теменные и верхнечелюстные кости), более развитые у самцов. Выросты были покрыты кожей, как оссиконы жирафов.

## Находки

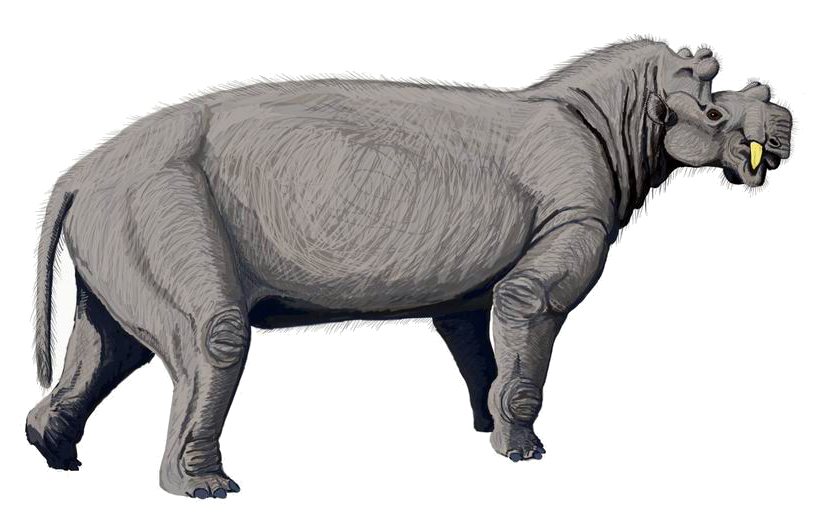
Реконструкция уинтатерия

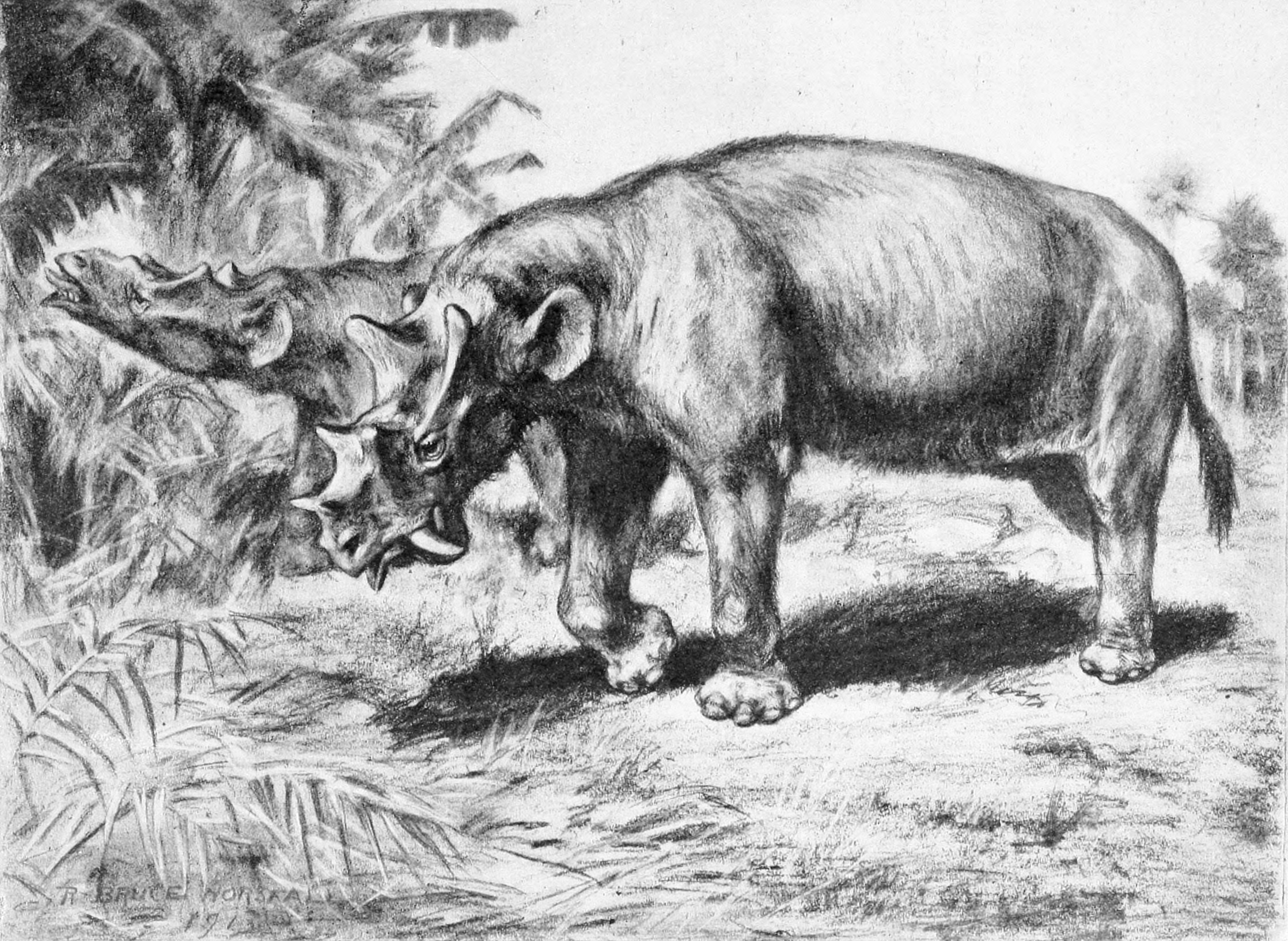
Рисунок 1913 года, изображающий пару уинтатериев

Обнаружен в среднеэоценовых отложениях Вайоминга. Описан Дж. Лейди в 1872 году. Известен также под названиями Dinoceras, Tinoceras и др., поскольку останки описывались позднее другими авторами (в особенности О. Ч. Маршем), проводившими раскопки в данном районе. Близкий ему эобазилевс, живший там же в конце эоцена, отличался формой выростов на черепе и более крупными размерами. Существуют сообщения о находке уинтатериев во Внутренней Монголии, но в целом рогатые диноцераты характерны лишь для Северной Америки. Выделяли множество видов (14—15), которые, возможно, представляют один и тот же вид — U. anceps.

## Описание
Сагиттального гребня нет, между теменными костями — вогнутая поверхность. Мозг чрезвычайно мал. Скуловые дуги не раздвинуты в стороны. Коренные зубы слабые, с низкими коронками, гребнистые. Верхних резцов нет. Верхние клыки очень большие, нижние — некрупные. Для самцов также характерны особенно длинные бивнеподобные верхние клыки с соответствующими им «защитными лопастями» нижней челюсти. Губы, по-видимому, заменяли зубы в отношении захватывания пищи.
Тело массивное, ноги столбообразные (наподобие слоновьих), пальцеходящие. Хвост недлинный.
Достигал размеров крупного носорога. Питался мягкой растительностью (листьями), обитал в тропических лесах по берегам озёр, возможно — полуводный.